# Parada masek Ijele

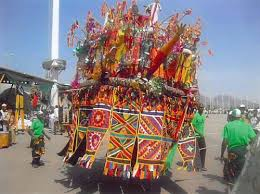
Tancerz Ijele Umuleri

Parada masek Ijele – taneczna parada masek towarzysząca świętom, pogrzebom czy prośbom o dobry urodzaj w czasie pory suchej grup Ibo w stanie Anambra w południowo-wschodniej Nigerii. 
W 2009 roku parada masek Ijele została wpisana na listę niematerialnego dziedzictwa UNESCO.

## Historia
Ijele wywodzi się z tradycji grup tanecznych Akunechenyi ze społeczności Aguleri i Umuleri zamieszkujących wzdłuż wschodnich dopływów Nigru.

## Parada
Wyjście tancerza Ijele poprzedza kobiecy śpiew matki Ijele (Nne Ijele) oraz igba eze – muzyka królów - wygrywana przez orkiestrę złożoną z bębnów, fletów i gongów. Występom tancerza Ijele towarzyszy żeński chór. Wreszcie ubrany w strzelistą maskę tancerz Ijele wychodzi w otoczeniu strażników i niesie przed sobą magiczne lustro mające moc karania złoczyńców. Tancerze wybierani są drogą głosowania. Przed paradą izolują się na okres trzech miesięcy i stosują specjalną dietę, by nabrać siły do dźwigania masek. Parada towarzyszy festiwalom i ważnym uroczystościom, wykorzystywana jest do okazania lojalności w stosunku do króla lub wodza, dostarcza młodym okazji do wykonywania pieśni i tańców do muzyki Akunechenyi.

## Maski
Maski mają ok. 4 metrów wysokości i są największymi na świecie. Składają się z dwóch części: górnej Mkpu Ijele i dolnej Akpakwuru Ijele lub Ogbanibe przedzielonej częścią centralną Eke-Ogba – pytonem. Wykonywane są z kolorowych materiałów rozpiętych na bambusowym szkielecie, dekorowane figurkami i obrazkami nawiązującymi do wszystkich aspektów życia. Na głowie tancerza spoczywa ogromna taca, do której przymocowywane jest ok. 1000 rozmaitych elementów. Ich przygotowanie wymaga 350 godzin pracy czterech sprawnych krawców i dekoratorów Z uwagi na rozmiary przechowywane są w osobnym pomieszczeniu.